# Macrozamia lucida
Macrozamia lucida è una pianta della famiglia delle Zamiaceae, endemica dell'Australia.

## Descrizione
È una pianta acaule con un corto fusto dal diametro di  8–20 cm.
Presenta foglie disposte a corona, di colore verde scuro brillante, lunghe 70–120 cm. Ogni foglia è composta da  50-120 foglioline lunghe 150–350 mm, con apice non spinescente, inserite  su un rachide mediale, con un lungo picciolo privo di spine.
I coni maschili sono fusiformi, lunghi 12–15 cm, terminanti con una spina apicale  lunga sino a 12 mm. Quelli femminili sono ovoidali, lunghi 15–20 cm long, con spina apicale di 6–50 mm.
I semi sono ovoidali, lunghi 22–25 mm con un tegumento esterno di colore rosso.

## Distribuzione
L'areale della specie è ristretto al Queensland meridionale (Australia), nella zona costiera compresa tra Brisbane e Nambour.

## Impollinazione
Questa specie utilizza cattivi odori per allontanare gli insetti pronubi dai fiori maschili spingendoli verso quelli femminili. Il meccanismo è stato recentemente descritto da alcuni scienziati dell'Università dello Utah guidati dalla biologa Irene Terry. Nel periodo fertile, che dura non più di quattro settimane all'anno, la temperatura degli organi riproduttivi maschili della M. lucida aumenta fino a dieci gradi in più rispetto all'ambiente circostante. Questo fenomeno è accompagnato da un rilascio di odori tossici che costringono gli insetti (e con loro il polline) ad allontanarsi. I fiori femminili, invece, non emanano mai un odore così forte e sono quindi in grado di attirarli.  L'insetto pronubo è Cycadothrips chadwicki, un piccolo insetto dell'ordine dei tisanotteri.